# Eulithidium affine
Eulithidium affine är en snäckart som först beskrevs av C. B. Adams 1850.  Eulithidium affine ingår i släktet Eulithidium och familjen turbinsnäckor.

## Underarter
Arten delas in i följande underarter:
- E. a. affine
- E. a. cruentum